# Lampisaari (ö i Finland, Kymmenedalen)
Lampisaari är en ö i Finland. Den ligger i sjön Vuohijärvi och i kommunen Kouvola i den ekonomiska regionen  Kouvola ekonomiska region  och landskapet Kymmenedalen, i den södra delen av landet, 140 km nordost om huvudstaden Helsingfors. Öns area är 16,6 hektar och dess största längd är 1,4 kilometer i sydöst-nordvästlig riktning.